# Flughafen Krefeld-Bockum

i7
i11
i13
Der Flughafen Krefeld-Bockum (oftmals nur Flughafen Krefeld bzw. Flugplatz Bockum, am 27. Mai 1916 gegründet als Königlich Preußischer Fliegerhorst Crefeld und ab 1930 amtlich Flughafen Krefeld a. Rh.) war ein Flughafen im nordrhein-westfälischen Krefeld. Der Verkehrslandeplatz war von 1918 bis 1945 in Betrieb und bot zwischen 1926 und 1933 zivile Linienflüge der Deutschen Luft Hansa AG an. Aus seinem Gelände wurde der heutige Stadtteil Gartenstadt erbaut.

## Anfänge

### Vorgeschichte
Die Idee, neben dem Flugplatz Egelsberg einen weiteren, größeren Flugplatz in Krefeld zu errichten, entstand rund um die Flugwoche auf dem Egelsberg im Sommer 1913, auf der zahlreiche Krefelder Geschäftsleute eine solche Idee äußerten. Seit 1911 nutzten Piloten wie Eugen Arns die damals freien Flächen des späteren Krefelder Stadtwaldes zur Landung ihrer Maschinen, was der Stadt den inoffiziellen Beinamen „Fliegerstadt“ brachte.
An der Flugwoche 1913 nahm auch Georg Mürau teil, Fluglehrer und Inhaber einer Flugschule auf dem Flugplatz Gelsenkirchen-Essen-Rotthausen. Aufgrund von mangelndem Platz suchte er für seine Flugschule einen neuen Ort, was die Stadt Krefeld dankend aufgriff, weil sie ohnehin im Luftverkehr expandieren wollte. Für eine Expansion war jedoch die Unterstützung des Militärs nötig, das das für Flugplätze infrage kommende Gelände vorrangig nutzte.
Mürau reiste deshalb zur Jahreswende 1913/1914 im offiziellen Auftrag der Stadt Krefeld nach Berlin, um für Krefeld als Flugplatzstandort zu werben. Es standen drei mögliche Areale zur Auswahl: ein Areal südlich von Oppum, ein Areal im Kempener Feld, an dem später die britische Kaserne ihren Platz fand, und jenes Areal in der Gemarkung Verberg, das von den Stadtplanern schließlich auch genehmigt wurde.
Die Grundstücksverhandlungen zwischen der Stadt Krefeld und den insgesamt 35 Grundstückseigentümern um eine rund 100 Hektar große Fläche, bestehend aus 130 Flurstücken, begannen alsbald. Die Stadt erlangte für 1,1 Millionen Mark sämtliche Rechte an den Grundstücken, vorerst jedoch befristet bis zum 1. Mai 1914. Gleichzeitig meldeten drei Flugzeugbauer aus Johannisthal ihr Interesse an einer Zweigstelle in Krefeld an: die Albatros-Werke GmbH, die Rumpler-Luftfahrzeug GmbH und die Luft-Verkehrs-Gesellschaft AG. Die Verhandlungen wurden von allen Seiten intensiv betrieben, sodass bereits erste Vertragsentwürfe entstanden.
Obwohl sich die Gutachter für den Standort Krefeld aussprachen, legte die Generalinspektion des Militär-Verkehrswesens ihr Veto ein. Das Veto wurde damit begründet, dass die Schornsteine der Uerdinger Industrie zu dicht unter dem Anflugsektor seien. Des Weiteren konnte man sich nicht mit den Gesellschaftern der Flugzeugwerke einigen, weil die Stadt der Gewährung der Gewerbesteuerfreiheit nicht nachkam. So kam es, dass lediglich ein Flugstützpunkt (damals nicht mehr als ein Notlandeplatz für Flieger) zugesagt wurde. Müraus Fliegerschule fand deshalb auf dem Flugplatz Egelsberg ihren Platz, wo die Stadt seine Flugzeughalle aufstellte. Die Flugschule wurde jedoch bereits kurze Zeit später als Privatbetrieb aufgegeben und vom Militär genutzt, welches das Gelände nach Kriegsbeginn benötigte.
Bereits im Frühjahr 1915 kam das Thema des Flugplatzes jedoch erneut auf. Trotz gescheiterter Verhandlungen lud die Stadt am 17. Februar 1915 rund 40 Grundstückseigentümer ein und machte dort ein weiteres Mal Kaufangebote, um den Flugplatz errichten zu können. Die Verhandlungen waren teils langwierig, weil die Landwirte ihr Land nur ungern an die Stadt abtreten wollten. Erst durch den Einsatz des Bockumer Pastors Niesen konnten sich Stadt und Eigentümer einigen. Die Stadt kaufte das rund 100 Hektar große Gelände und stellte es für militärische Zwecke zur Verfügung.
Am 18. März 1915 schrieb Georg Mürau an die Stadt Krefeld. Er habe erfahren, dass die Flugplatzfrage erneut aufgekommen sei, und stellte sich sofort für leitende Positionen zur Verfügung. Die Stadt antwortete ihm, der Flugplatz sei derzeit „mehr als unwahrscheinlich“. Und obwohl sich erneut zwei Flugzeugbauer für den Standort Krefeld gemeldet hatten, kamen die Ambitionen um einen Flughafen vorerst zu einem Ende.

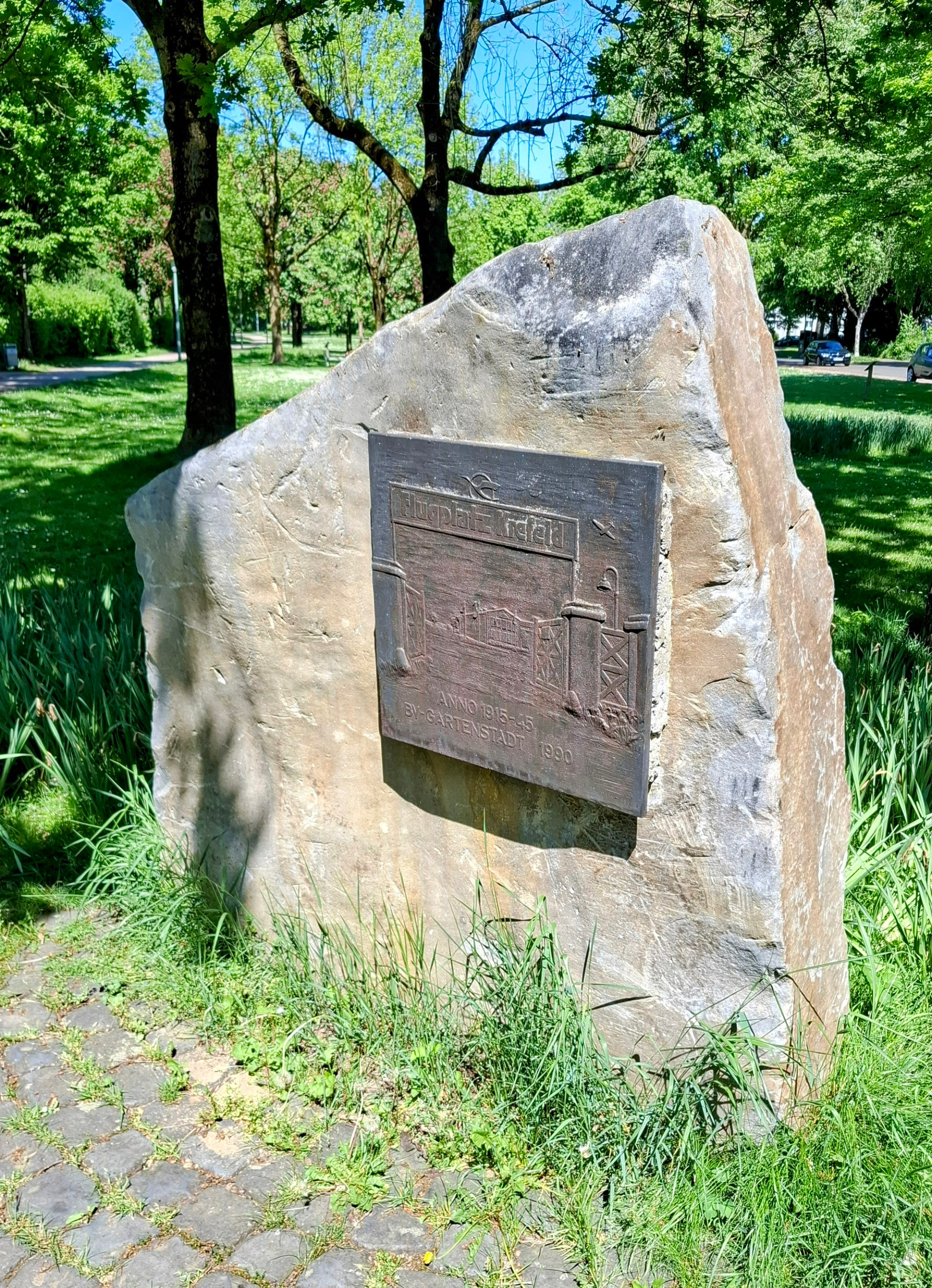
Ein Findlingsblock mit Gedenktafel zeigt den früheren Eingang mit Tor

### Königlich Preußischer Fliegerhorst Crefeld
1916 stellte das Preußische Kriegsministerium überraschend seine Bedenken gegen einen Flugplatz in Bockum zurück, weil der Luftkrieg bis dahin ein immer größeres Ausmaß angenommen hatte und es im Bereich des VII. Armeekorps (Münster) nur drei Militärfliegerstationen (bzw. Fliegerhorste) gab: Dortmund, Paderborn und eben ein dafür zur Verfügung gestelltes Gelände in Krefeld.
In einem Pachtvertrag zwischen der Münsteraner Verwaltung und der Stadt Krefeld vom 27. Mai 1916 wurde beschlossen, unter dem Namen „Königlich Preußischer Fliegerhorst Crefeld“ eine Fliegerstation anzulegen. Die Stadt stellte dem Deutschen Reich das Gelände kostenlos zur Verfügung und erlangte in diesem Zuge auch das Eigentum an einigen weiteren Flächen, die die Landwirte nun widerstandslos verkauften, da ansonsten eine Enteignung gedroht hätte. Die Stadtverordnetenversammlung hatte bereits 1914 beschlossen, den Erwerb des Reservelandes in diesem Gebiet zu genehmigen, da eine so große zusammenhängende Fläche nur selten zu erwerben wäre. Im Pachtvertrag stand nämlich auch, dass die Stadt Krefeld das Gelände kostenlos zurückerhalten würde, wenn es nach 30 Jahren nicht mehr als Flugplatz genutzt werde.
Der Bau von acht Flugzeughallen, einer Werfthalle sowie Wirtschaftsgebäuden, Unterkünften und Bahnanschluss begann 1917 und war im Frühjahr 1918 abgeschlossen. Daraufhin zog die Kampfeinsitzer-Staffel Nr. 7 aus Freiburg im Breisgau unter Oberleutnant Eilers in Krefeld ein. Diese wurde jedoch bereits Anfang 1918 nach Düsseldorf versetzt, um auf dem Flugplatz Bockum Platz für eine Fliegerschule zu machen, die ihren Betrieb im Juli 1918 aufnahm. Insgesamt 90 Flugschüler wurden in Bockum ausgebildet, die ihre Ausbildung kriegsbedingt jedoch nicht mehr abschließen konnten.

### Königlich Belgischer Fliegerhorst
Nachdem Unbefugte den Flugplatz, insbesondere die Treibstofflager, geplündert hatten, bezogen am 8. Dezember 1918 die belgischen Truppen den Flugplatz.
Die Belgier nutzten Bockum als großes Standquartier, der eigentliche Flugbetrieb war stark zurückgegangen. Vier der acht Flugzeughallen wurden demontiert und zum Wiederaufbau nach Gent gebracht. In der städtischen Pachtakte ist vermerkt, dass der Flugplatz seit Januar 1919 „fast gar nicht mehr zum Fliegen gebraucht“ werde. Es wurde versucht, einen Teil der Fläche für landwirtschaftliche Zwecke zu nutzen, was letztlich jedoch an der fehlenden Freigabe der Belgier scheiterte.
Am Abend des 27. Juni 1919, einen Tag vor der Unterzeichnung des Versailler Vertrages, bereiteten sich französische und belgische Flieger auf dem Flugplatz auf einen Bombenflug nach Essen vor. Am Tag der Unterzeichnung seien alle Truppen in Bockum froh gewesen, als die Nachricht kam, dass sie nicht starten müssten.
Auf dem Flugplatz Bockum waren rund 73 belgische Soldaten stationiert. Die Besetzung dauerte bis zum 1. Februar 1926 an.

## Flughafen Krefeld-Bockum
Eingangstor zum Flughafen

Link zum Bild

Luftaufnahme des Flugplatzes Krefeld um 1927

Link zum Bild

Bereits am 2. Februar 1926 überflog ein Flugzeug der Luft Hansa mit Journalisten an Bord Krefeld und den Niederrhein und kreiste um 12:08 Uhr über der Stadt. Die Maschine, die Max Kahlow flog, wurde von der Stadtbevölkerung bejubelt und gefeiert. Die erste Landung auf dem befreiten Flugplatz Bockum machte jedoch erst Otto Wieprich zwei Tage später, am 4. Februar 1926.
In der gleichen Zeit fanden insgesamt drei „Befreiungsflugtage“ in Bockum statt, um den Beginn der neuen Luftfahrtära zu feiern. Zum „großen Befreiungsflugtag“ am 7. März 1926, bei dem bekannte Piloten wie Gerhard Fieseler und Ernst Udet auftraten, kamen rund 30.000 Besucher. Am 20. Juni 1926 fand der „Großflugtag zu Ehren von Werner Voß und Emil Schäfer“ mit rund 20.000 Besuchern statt. Die daraus geschaffene „Schäfer-Voß-Gedenkstaffel“ etablierte sich und wurde zur Ehrung der beiden Fliegerasse jährlich wiederholt. Zur Beerdigung Schäfers im Juni 1917 war in Bockum neben seinem Kollegen Werner Voß auch der bekannte Flieger Manfred von Richthofen gelandet; Voß und von Richthofen fielen kurze Zeit später ebenfalls im Krieg. Der „kleine Flugtag“ fand am 27. Juni 1926 statt und zog rund 4000 Besucher an.
Unter der Leitung des Verkehrsdezernenten und Beigeordneten der Stadt Krefeld, August Mathias Walter Beyer (1889–1933), bewirkte die Stadt vor der Regierung in Berlin erfolgreich die Vermarktung ihres Verkehrslandeplatzes und begann Geschäftsbeziehungen mit der Luft Hansa.
Am 12. April startete um 6:30 Uhr der erste Linienflug der Luft Hansa zum Flughafen Berlin-Tempelhof. Eine Junkers F 13 flog über Essen, Dortmund und Braunschweig bis nach Berlin, wo die Maschine sicher um 11:15 Uhr landete, und markierte damit den Beginn der neuen Flugstrecke. Der Rückflug erfolgte am gleichen Tag, die Maschine startete um 14:45 Uhr in Tempelhof und landete um 19:25 Uhr wieder erfolgreich in Bockum. Im Generalanzeiger der Stadt Krefeld vom 11. April 1926 stand dazu im Wortlaut: „Der 12. April 1926 wird später einmal ein Wendepunkt in der Verkehrsgeschichte Krefelds und des linken Niederrheins bedeuten.“
Ab Mitte Mai 1926 wurde der Betrieb nach regulärem Flugplan aufgenommen. Es gab, mit Zwischenlandungen und Anschlussstrecken, insgesamt 128 Verbindungen zu 93 Flughäfen im In- und Ausland. Im Jahr 1926 wurden 135 Passagiere und 820 kg Fracht bei 224 Starts transportiert. 1929 lag die Zahl bereits bei 882 Passagieren und 15.095 kg Fracht. 1931 starteten rund 950 Maschinen von Krefeld aus. Vor allem die Samt- und Seidenstoffproduktion, aber auch Postsendungen, steigerten das Frachtaufkommen deutlich. Ab 1927 stand der Flugplatz dem Deutschen Luftsportverband für die Sport- und Segelfliegerei zur Verfügung.
Wegen der gestiegenen Zahlen und der hohen Nachfrage wurden 1928 die Flughafengebäude saniert und modernisiert. Aus den ehemaligen Militärbaracken entstanden eine Abfertigungshalle, Warteräume, Gastronomie sowie Verwaltungseinheiten. Durch die Renovierung und den Ausbau wurde der Flugplatz 1930 zum Flughafen zweiter Ordnung hochgestuft und damit gleichgestellt mit dem Flughafen Düsseldorf und dem Flughafen Gladbach-Rheydt. Gleichzeitig wurde eine Funkerschule von Essen nach Krefeld verlegt.
Die Stadt garantierte der Luft Hansa eine Flugleistung von mindestens 5000 Kilometern pro Jahr, für jeden nicht erreichten zahlte sie 1,70 Reichsmark Ausfallgebühr. Mit Rund- und Werbeflügen wurde die Marke jedoch fast immer erreicht, sodass sich der Flughafen für die Luft Hansa durchaus lohnte. Die Linienflugstrecken bestanden nur 1926 sowie wieder zwischen 1931 und 1933, in der übrigen Zeit existierten Bedarfsstrecken und Zubringerflüge, die die Luft Hansa auf das „Krefelder System“ taufte. Im Jahr 1930 flogen insgesamt 960 Menschen von Krefeld aus und es wurden 32.559 kg Fracht transportiert.
Neben der Luft Hansa wurde Krefeld auch von der Deutschen Verkehrsflug AG angeflogen, die ihren Sitz in Fürth hatte. Durch die enge Zusammenarbeit der Stadt mit der Luft Hansa hatte die Fluggesellschaft jedoch nur einen geringen Anteil an den Flugbewegungen.

### Flugziele
Im Sommerflugplan 1933 wurden insgesamt 89 verschiedene Ziele angeflogen. Sonntags fanden keine Flüge statt.
| Ziel            | Über (Auflistungen mit Komma sind eine Route, die jeweiligen Städte sind die Zwischenlandungen. Durch Semikolons sind neue Routen abgetrennt) | Preis (RM) |
| --------------- | --- | ---------- |
| Amsterdam       | Essen | 23         |
| Antwerpen       | Essen | 38         |
| Baden-Baden     | Essen, Köln, Frankfurt | 50         |
| Barcelona       | Essen, Köln, Frankfurt, Stuttgart, Genf | 191        |
| Basel           | Essen, Köln, Frankfurt | 84         |
| Belgrad         | Köln, Frankfurt, München, Wien | 209        |
| Berlin          | Essen, Dortmund; Essen, Hannover; Köln1; Köln, Halle, Leipzig                                                                                 | 54/65      |
| Bern            | Essen, Köln, Frankfurt, Stuttgart | 91         |
| Borkum          | Essen, Dortmund | 30         |
| Bozen           | Köln, Frankfurt, München | 106,50     |
| Bremen          | Essen, Hannover | 34         |
| Bremerhaven     | Essen, Hamburg, Hannover | 54         |
| Breslau         | Köln, Halle/Leipzig; Essen, Halle/Leipzig | 78/79      |
| Brüssel         | Köln; Köln1 | 27         |
| Budapest        | Köln, Frankfurt, München, Wien | 154        |
| Bukarest        | Köln, Frankfurt, München, Wien | 377        |
| Chemnitz        | Essen, Halle/Leipzig; Köln, Halle/Leipzig | 57/58      |
| Danzig          | Essen, Dortmund, Berlin; Essen, Hannover | 104        |
| Darmstadt       | Essen, Köln, Frankfurt | 33         |
| Dortmund        | Essen | 10         |
| Dresden         | Essen, Halle/Leipzig; Köln, Halle/Leipzig | 59/60      |
| Düsseldorf      | / | 8,50       |
| Essen           | / | 8,50       |
| Flensburg       | Essen, Dortmund, Hamburg | 62         |
| Frankfurt       | Köln; Köln1; Essen, Köln; Essen, Dortmund | 25/29      |
| Freiburg        | Essen, Köln, Frankfurt | 60         |
| Friedrichshafen | Essen, Köln, Frankfurt, Stuttgart | 60         |
| Fürth/Nürnberg  | Köln, Frankfurt; Essen, Köln, Dortmund, Frankfurt                                                                                             | 48/52      |
| Genf            | Essen, Köln, Frankfurt, Stuttgart, Zürich | 92         |
| Gleiwitz        | Essen, Halle/Leipzig, Breslau; Köln, Halle/Leipzig, Breslau                                                                                   | 87/88      |
| Gotenburg       | Essen, Hamburg, Kopenhagen; Köln1 | 134        |
| Graz            | Köln, Frankfurt, München | 152        |
| Halle/Leipzig   | Essen; Köln | 45/46      |
| Hamburg         | Essen, Dortmund, Hannover; Essen; Essen, Dortmund                                                                                             | 44/45      |
| Hannover        | Essen, Dortmund; Köln1 | 24         |
| Heidelberg      | Essen, Köln, Frankfurt; Essen, Köln, Frankfurt, Darmstadt; Düsseldorf, Köln, Wiesbaden                                                        | 30/38      |
| Helsingfors     | Essen, Berlin |            |
| Innsbruck       | Köln, Frankfurt, München; Essen, Köln, Dortmund, Frankfurt, München                                                                           |            |
| Karlsbad        | Essen, Halle/Leipzig, Chemnitz; Köln, Halle/Leipzig, Chemnitz                                                                                 | 72/73      |
| Karlsruhe       | Essen, Köln, Frankfurt, Darmstadt | 45         |
| Kiel            | Essen, Dortmund, Hamburg | 54         |
| Köln            | /; Essen; Düsseldorf; /1 | 8,50/10    |
| Königsberg      | Essen, Hannover, Berlin | 114        |
| Konstantinopel  | Köln, Frankfurt, München, Wien | 484        |
| Konstanz        | Essen, Köln, Frankfurt | 70         |
| Kopenhagen      | Essen, Dortmund, Hamburg; Essen, Hamburg; Köln1                                                                                               | 94         |
| Kowno           | Essen, Berlin | 144        |
| Langeoog        | Essen, Hannover | 57         |
| Lausanne        | Essen, Köln, Frankfurt, Stuttgart, Zürich |            |
| Leningrad       | Essen, Berlin | 234        |
| London          | Köln, Brüssel; Essen, Amsterdam; Köln1 | 92/103     |
| Lübeck          | Essen, Hamburg | 54         |
| Ludwigshafen    | Essen, Köln, Frankfurt; Düsseldorf, Köln, Wiesbaden                                                                                           | 30/38      |
| Mailand         | Köln, Frankfurt, München | 124        |
| Mainz/Wiesbaden | Essen, Düsseldorf, Köln | 21         |
| Malmö           | Essen, Dortmund, Hamburg; Essen, Hamburg; Köln1                                                                                               | 101        |
| Mannheim        | Essen, Köln, Frankfurt; Essen, Köln, Frankfurt, Darmstadt; Düsseldorf, Köln, Wiesbaden                                                        | 30/38      |
| Marienbad       | Essen, Halle/Leipzig; Köln, Halle/Leipzig | 75/76      |
| Marseille       | Essen, Köln, Frankfurt, Stuttgart, Genf | 137        |
| Moskau          | Essen, Berlin | 235        |
| Norderney       | Essen, Hannover | 62         |
| Oslo            | Essen, Hamburg, Kopenhagen | 174        |
| Paris           | Köln; Essen, Köln; Köln, Brüssel1 | 61/81      |
| Prag            | Köln, Halle/Leipzig; Essen, Halle/Leipzig | 77/78      |
| Riga            | Essen, Berlin | 154        |
| Rom             | Köln, Frankfurt, München | 179        |
| Saarbrücken     | Köln | 25         |
| Salzburg        | Köln, Frankfurt, München | 89         |
| Sofia           | Köln, Frankfurt, München, Wien | 348        |
| Stettin         | Essen, Dortmund, Berlin | 69         |
| Stockholm       | Essen, Berlin; Köln1 |            |
| Stolp           | Essen, Dortmund, Berlin | 91         |
| Stuttgart       | Essen, Köln, Frankfurt | 50         |
| Tilsit          | Essen, Berlin | 129        |
| Trient          | Köln, Frankfurt, München | 113        |
| Venedig         | Köln, Frankfurt, München | 124        |
| Warschau        | Essen, Halle/Leipzig, Breslau | 148        |
| Welikije        | Essen, Berlin | 204        |
| Westerland      | Essen, Dortmund, Hamburg | 77         |
| Zürich          | Essen, Köln, Frankfurt, Stuttgart | 75         |

1 Nur Frachtverkehr

### Rückgang des Linienflugverkehrs
Bereits 1927 stellte die Luft Hansa viele Linien auf den Bedarfsflug um, weil sie für das Geschäftsjahr nur rund 200 Passagiere verbuchen konnte. Dieser Trend zeichnete sich auch die folgenden Jahre ab, obgleich sie zwischen 1931 und 1933 erneut versuchte, Krefeld als Standort zu etablieren. 1934 wurden erneut nur Bedarfsflüge angeboten.
Zusammen mit dem Deutschen Luftsportverband eröffnete die Stadt 1934 eine Flugschule in Bockum, was Krefeld zum Ausbildungsstandort machte und dem Flughafen außerhalb des Liniennetzes eine Zukunft sichern sollte.
Der letzte planmäßige Start einer Maschine vom Flughafen Krefeld erfolgte am 31. Oktober 1934.

## Raab-Flugzeugwerke-Skandal
Auf Anregung von Anatole Gobiet wurde in Krefeld am 15. April 1930 die Rheinische Luftfahrt-Industrie GmbH gegründet, die die Raab-Katzenstein Flugzeugwerk GmbH aus Kassel übernahm und unter Leitung von Antonius Raab weiterführte. Das Unternehmen schloss dazu am 20. März 1930 einen Mietvertrag über zehn Jahre mit der Stadt Krefeld. Zuvor besuchte eine Krefelder Delegation unter dem Verkehrsdezernenten der Stadt Krefeld, Walter Beyer, das Werk in Kassel. Die Raab-Katzenstein Flugzeugwerk GmbH stand zu diesem Zeitpunkt bereits kurz vor dem Konkurs, was jedoch verschwiegen wurde. Raab präsentierte der Krefelder Delegation „zweifelhafte Forderungen und angebliche Subventionszusagen“, überdeckte unauffällig ein Pfandsiegel der Stadt Kassel auf einem der Flugzeuge und verschwieg, dass Teile der Maschineneinrichtung nicht mehr funktionierten.
Die Stadt Krefeld sah trotz der Auffälligkeiten von einer Prüfung der Bilanzen ab. Zudem trug sie die Umzugskosten und gab dem Unternehmen ein Darlehen von 50.000 Reichsmark als Startkapital. Als Sicherheit erhielt die Stadt acht Flugzeuge, die bereits anderweitig verpfändet worden waren, wovon die Stadt Krefeld jedoch keine Kenntnis hatte. Anfang Juli gewährte die Stadt dem Unternehmen weitere 10.000 Reichsmark als Darlehen, damit der endgültige Entwurf für das Wettbewerbsflugzeug Raab-Katzenstein RK 29 entwickelt werden konnte, das auch schließlich für die Teilnahme am Europa-Rundflug 1930 in Krefeld gebaut wurde. Bei der Firma war zu dieser Zeit auch der Krefelder Flieger Eugen Arns angestellt.
Kurz danach gingen die Finanzprobleme jedoch weiter: es blieben Lohnzahlungen aus und es fehlte an Benzin zum Starten. Raab flüchtete daraufhin in die Vereinigten Staaten. Die Rheinische Luftfahrt-Industrie GmbH ging 1931 endgültig in den Konkurs.
Die Justiz beschäftigte sich zwei Jahre lang mit dem Betrug. Der Prozess gegen Antonius Raab wegen Betrug, Untreue, Unterschlagung und Konkursvergehen begann am 7. November 1932 vor dem Landgericht Krefeld. Das Urteil, zehn Monate Haft für Raab, fiel am 11. November 1932. Die Staatsanwaltschaft hatte zwei Jahre Haft gefordert, was jedoch vom Gericht mit der Begründung, die Stadt hätte „den Betrieb bereitwillig aufgenommen“ und „man habe ihnen den Betrug leicht gemacht“, abgelehnt wurde.
Der Verkehrsdezernent der Stadt Krefeld, Walter Beyer, leitete kurz darauf ein Disziplinarverfahren gegen sich selbst ein. Er erschoss sich am 12. April 1933 in seinem Haus in Moers-Kapellen.

## Besondere Ereignisse

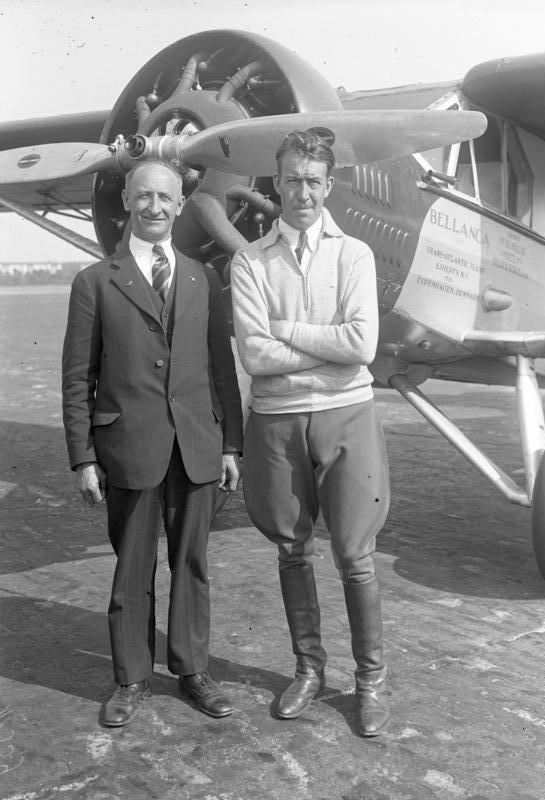
Højriis (rechts) und Hillig vor ihrem Ozeanflieger auf dem Flughafen Berlin-Tempelhof

- Am Nachmittag des 25. Juni 1931 landete der „Ozeanflieger“ von Holger Højriis und Otto Hillig nach über 32 Stunden Flug auf dem Flughafen Krefeld. Die Piloten hatten sich verflogen und glaubten anfangs, sie seien in Flensburg gelandet. Das Flugzeug galt zu diesem Zeitpunkt am Zielflughafen Kopenhagen bereits als verschollen.[28]

- Am 7. Oktober 1932 landete um 15 Uhr eine Junkers G 38, das bis dahin größte deutsche Flugzeug, während ihrer Jungfernreise auf dem Flughafen Krefeld.[14] Die Landung wurde von rund 12.000 Menschen beobachtet. Während des Tagesaufenthaltes bot die Lufthansa insgesamt drei Rundflüge mit der Maschine über Krefeld an.[29]

- Während der 1930er Jahre war der Flughafen Krefeld außerdem Landeplatz des Deutschlandfluges. Die „Bockumer Flugtage“ zogen Zehntausende Besucher an.[30]

## Niedergang und Zweiter Weltkrieg
Nach der Gründung der Fliegerschule 1934 nahm die Ausbildung immer größere Züge an, im Frühjahr 1937 wurden insgesamt 360 Flugschüler in Bockum ausgebildet. Der Flugplatz samt Schule und Fliegern wurde am 1. April 1937 offiziell von der Luftwaffe übernommen, wodurch er wieder amtlich zum Fliegerhorst mit Fliegerwaffenschule wurde.
Am 2. Juni 1940 trafen zehn Bomben den Flugplatz in Bockum und forderten zwei Todesopfer. Beim Westfeldzug starteten vom Flugplatz einige Flugverbände, um Bodentruppen zu unterstützen; so waren unter anderem die Jagdgeschwader 1 und Jagdgeschwader 52 in Krefeld stationiert. Insgesamt wurde der Flugplatz während des Krieges jedoch nur wenig benutzt, Flugzeuge starteten und landeten nur noch selten auf dem Platz. Er hatte deshalb auch bei Bomberangriffen keine große Bedeutung, da fast keine Flugzeuge auf dem Platz standen.
Am 24. Februar 1945 schätzten die in Bockum stationierten Truppen den Flugplatz angesichts der anrückenden Alliierten als „nicht mehr zu halten“ ein. Am Vormittag gegen 10 Uhr sprengten sie den Flugplatz. Um 13 Uhr war das Areal komplett zerstört und der Flugplatz Geschichte. Der Pachtvertrag zwischen der Stadt Krefeld und dem Deutschen Reich, in dem festgelegt war, dass das Gelände wieder kostenlos an die Stadt zurückginge, sofern es nach dreißig Jahren nicht mehr zum Fliegen genutzt werde, lief bis zum 31. März 1945 und somit nur 35 Tage länger als die Sprengung, wodurch die Zweckbindung aufgehoben wurde. Dadurch erlangte die Stadt sämtliche Nutzungsrechte am Gelände, unter Vorbehalt der Militärregierung.
Der Flugplatz war nach der Übernahme der US-Armee ab dem 28. März 1945 ein Advanced Landing Ground (Y-61) der 9. US-Luftflotte, ein zeitweilig vorgeschobener Landeplatz, der von den Alliierten für den Feldzug zur Befreiung Europas angelegt wurde.

## Entstehung der Gartenstadt

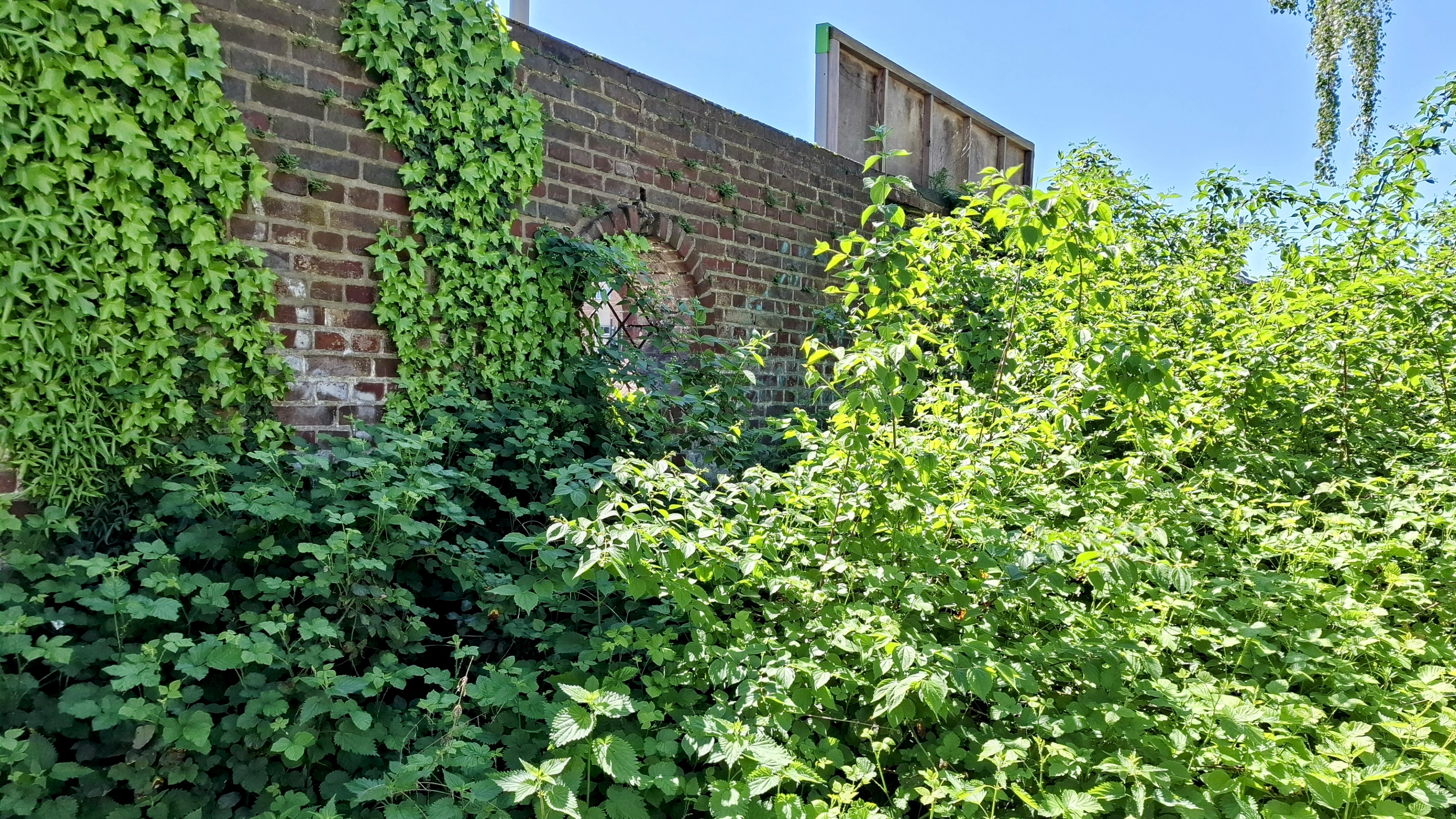
Überreste der ehemaligen Mauer an der Emil-Schäfer-Straße

Dass der Flughafen Krefeld auf lange Sicht keine Chance hätte, zeichnete sich bereits in den 1930er Jahren ab, als die nahegelegenen Flughäfen Düsseldorf und Essen-Mülheim expandierten. Im September 1947 setzte sich der Uerdinger Abgeordnete Adolf Dembach im Landtag für die Freigabe des Fluggeländes ein. Der Landtag stimmte dem Antrag zu und leitete ihn an die Militärregierung weiter. Im Begründungstext steht im Wortlaut: „Der etwa 400 Morgen große Flughafen besteht aus sehr gutem Ackerboden, der brachliegt. Der fast vollständig von Häusern umschlossene Flugplatz wird als solcher nicht genutzt. Der Platz eignet sich vorzüglich als Siedlungsgelände.“
Die Freigabe des nördlichen Fluggeländes erfolgte 1950. Im Oktober 1950 begann das Vermessungsamt der Stadt mit Vermessungsarbeiten. Währenddessen hielten Krefelder Piloten jedoch am Standort fest, weil ihnen der Flugplatz Krefeld-Egelsberg nicht ausreichte, und bestellten für den Herbst 1951 einen ersten Flugzeuganbieter nach Krefeld. Obwohl das Verkehrsministerium in Düsseldorf sich für den Standort aussprach, verbot die Stadt den Start aufgrund der fehlenden Zulassung als Flugplatz. Am 10. Oktober 1951 begannen Landwirte mit der Bestellung des Ackerlandes.
Die städtische Wohnungsbaugesellschaft „Wohnstätte“ stellte 1953 einen Bebauungsplan für 6000 Einwohner auf Grundlage der Vermessungen des Planungsamtes für das Gelände vor. Neben den Wohnbauten waren im vorgelegten Plan auch eine Schule und Kirchen sowie Einkaufsläden, Restaurants und ein Saal vorgesehen. Der Bebauungsplan fand bei der Landesregierung von Nordrhein-Westfalen vorerst keine Beachtung. Erst nach erneuter Bitte der Militärregierung wurde er 1954 berücksichtigt und genehmigt. Derweil waren bereits Versorgungsleitungen auf dem Gelände verlegt worden, um eine Inanspruchnahme des Areals durch die Bundeswehr zu vermeiden.
Im Juni 1955 begann der Bau der neuen Siedlung, die zunächst unter dem Arbeitstitel „Flugplatz“ geführt wurde. Die ersten Wohnungen wurden bereits 1956 fertiggestellt. Den Grundstein für 300 weitere Wohnungen, die damals exklusiv für Bayer-Arbeiter vorgesehen waren, legte am 20. Januar 1956 Oberstadtdirektor Heun. 1961 erhielt die Siedlung ihren heutigen Namen „Gartenstadt“.
Der südliche Teil des Flugplatzes, der für ein neues Gewerbegebiet vorgesehen war, blieb jedoch weiterhin militärisch besetzt und wurde erst 1970 von den Briten freigegeben. Ab Sommer 1971 wurden auch dort die alten Bauten abgerissen.

## Andenken

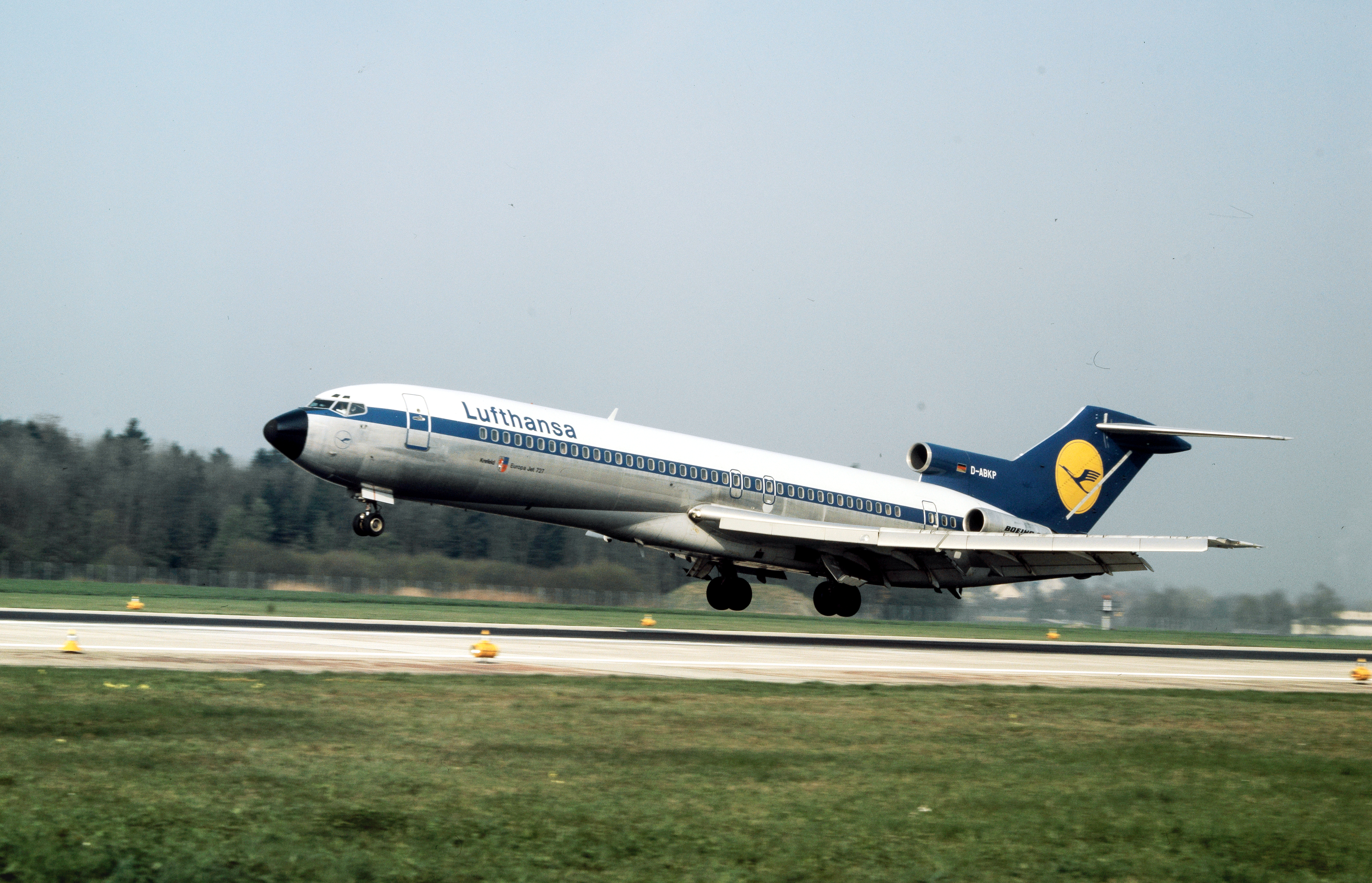
Die auf den Namen „Krefeld“ getaufte Boeing 727-230 der Lufthansa bei der Landung in Zürich (1981)

Am 22. August 1967 taufte die Deutsche Lufthansa eine Boeing 727-230 auf dem Flughafen Düsseldorf-Lohausen auf den Namen „Krefeld“. Die Patin der Maschine war Magda van Hüllen, die Ehefrau des damaligen Oberbürgermeisters Herbert van Hüllen. Die „Krefeld“ war das 33. Flugzeug der Lufthansa, das seit 1960 nach einer Stadt benannt wurde. Die Luftfahrtgeschichte der Stadt war bei der Wahl ein ausschlaggebender Faktor. Der „Krefeld“ folgten drei weitere Flugzeuge, zuletzt wurde im Juni 2024 ein Airbus A350-900 auf dem Flughafen München auf die Stadt getauft.
Zwei Straßen, die das ehemalige Gelände des Flughafens abgrenzen, sind nach den Krefelder Fliegerassen Werner Voß und Emil Schäfer benannt. Beide wurden für kurze Zeit auf dem Fliegerhorst ausgebildet. An der Kreuzung von Werner-Voß-Straße und Emil-Schäfer-Straße finden sich die Überreste der ehemaligen Mauer des Flugplatzes.
Der Bürgerverein Gartenstadt stiftete 1991 einen Findlingsblock an der Traarer Straße, der an den Flughafen erinnern soll. Der Block zeigt das Eingangstor zum Flugplatz zusammen mit der Beschriftung „Anno 1915–1945“.